# Elecciones municipales de 2019 en Valladolid
Las elecciones municipales de 2019 se celebraron en Valladolid el domingo 26 de mayo, de acuerdo con el Real Decreto de convocatoria de elecciones locales en España dispuesto el 1 de abril de 2019 y publicado en el Boletín Oficial del Estado el 2 de abril. Se eligieron los 27 concejales del pleno del Ayuntamiento de Valladolid, a través de un sistema proporcional (método d'Hondt), con listas cerradas y un umbral electoral del 5 %.

## Candidaturas
En abril de 2019 fueron proclamadas 14 candidaturas.

## Resultados
5 de las 14 candidaturas proclamadas obtuvieron representación en el pleno. La candidatura del Partido Socialista Obrero Español obtuvo una mayoría simple de 11 concejales (a 3 de la mayoría absoluta); la del Partido Popular 9 concejales, las de Ciudadanos-Partido de la Ciudadanía y Valladolid Toma La Palabra 3 concejales, mientras que la candidatura de Vox obtuvo 1 concejal.
Los resultados completos correspondientes al escrutinio definitivo se detallan a continuación:
| Candidatura                                            | Candidatura                                            | Votos   | %                               | Escaños                         |
| ------------------------------------------------------ | ------------------------------------------------------ | ------- | ------------------------------- | ------------------------------- |
|                                                        | Partido Socialista Obrero Español (PSOE)               | 60 107  | 35,68                           | 11                              |
|                                                        | Partido Popular (PP)                                   | 50 684  | 30,09                           | 9                               |
|                                                        | Ciudadanos-Partido de la Ciudadanía (Cs)               | 21 209  | 12,59                           | 3                               |
|                                                        | Valladolid Toma la Palabra (VTLP)                      | 17 649  | 10,48                           | 3                               |
|                                                        | Vox (Vox)                                              | 10 695  | 6,35                            | 1                               |
| Podemos                                                | Podemos                                                | 5016    | 2,98                            | 0                               |
| Partido Animalista Contra el Maltrato Animal (PACMA)   | Partido Animalista Contra el Maltrato Animal (PACMA)   | 831     | 0,49                            | 0                               |
| Partido Castellano-Tierra Comunera (PCAS-TC)           | Partido Castellano-Tierra Comunera (PCAS-TC)           | 256     | 0,15                            | 0                               |
| Partido Comunista de los Trabajadores de España (PCTE) | Partido Comunista de los Trabajadores de España (PCTE) | 230     | 0,14                            | 0                               |
| Centristas-Candidatura Independiente (CI-CCD)          | Centristas-Candidatura Independiente (CI-CCD)          | 205     | 0,12                            | 0                               |
| Solidaridad y Autogestión Internacionalista (SAIn)     | Solidaridad y Autogestión Internacionalista (SAIn)     | 135     | 0,08                            | 0                               |
| Unión Regionalista                                     | Unión Regionalista                                     | 126     | 0,08                            | 0                               |
| Falange Española de las JONS (FE de las JONS)          | Falange Española de las JONS (FE de las JONS)          | 119     | 0,07                            | 0                               |
| Contigo                                                | Contigo                                                | 81      | 0,05                            | 0                               |
| Votos en blanco                                        | Votos en blanco                                        | 1131    | 0,67                            |                                 |
| Votos válidos                                          | Votos válidos                                          | 168 474 | 100,00                          | 27                              |
| Votos nulos                                            | Votos nulos                                            | 916     | Participación: \| \| 69,12 % \| | Participación: \| \| 69,12 % \| |
| Votantes                                               | Votantes                                               | 169 390 | Participación: \| \| 69,12 % \| | Participación: \| \| 69,12 % \| |
| Electores                                              | Electores                                              | 245 064 | Participación: \| \| 69,12 % \| | Participación: \| \| 69,12 % \| |
|                                                        | 69,12 %                                                |         |                                 |                                 |

## Concejales electos
Relación de concejales electos:
| N.º | Nombre                                | Lista | Lista |
| --- | ------------------------------------- | ----- | ----- |
| 1   | Óscar Puente Santiago                 |       | PSOE  |
| 2   | María del Pilar del Olmo Moro         |       | PP    |
| 3   | Ana María Carmen Redondo García       |       | PSOE  |
| 4   | José Antonio de Santiago-Juárez López |       | PP    |
| 5   | Martín José Fernández Antolín         |       | C’s   |
| 6   | Pedro Herrero García                  |       | PSOE  |
| 7   | Manuel Saravia Madrigal               |       | VTLP  |
| 8   | Jesús Julio Carnero García            |       | PP    |
| 9   | María Rosario Chávez Muñoz            |       | PSOE  |
| 10  | María de Diego Durántez               |       | PP    |
| 11  | José Antonio Otero Rodríguez          |       | PSOE  |
| 12  | Javier García Bartolomé               |       | Vox   |
| 13  | María Gema Gómez Olmos                |       | C’s   |
| 14  | Francisco de Borja García Carvajal    |       | PP    |
| 15  | Rafaela Romero Viosca                 |       | PSOE  |
| 16  | María Sánchez Esteban                 |       | VTLP  |
| 17  | Luis Ángel Vélez Santiago             |       | PSOE  |
| 18  | Rodrigo Nieto García                  |       | PP    |
| 19  | María del Carmen Jiménez Borja        |       | PSOE  |
| 20  | Marta López de la Cuesta              |       | PP    |
| 21  | Pablo Vicente de Pedro                |       | C’s   |
| 22  | María Victoria Soto Olmedo            |       | PSOE  |
| 23  | José Antonio Martínez Bermejo         |       | PP    |
| 24  | Juan Carlos Hernández Moreno          |       | PSOE  |
| 25  | Alberto Bustos García                 |       | VTLP  |
| 26  | Alberto Gutiérrez Alberca             |       | PP    |
| 27  | María Rosario Fernández de Pedro      |       | PSOE  |